# Toku
Toku é uma rede que exibe 24 horas de anime e que mostra algumas das propriedades da Media Blasters. A Olympusat foi escolhida como distribuidora exclusiva da rede. Anteriormente, ele foi chamado Funimation Channel, um canal que nasceu sob a aliança entre as duas empresas Olympusat e Funimation, mas em 2015, as duas empresas terminou sua aliança e o canal foi relançado com o nome de Toku. O canal Toku da América do Norte é de 24 horas de segunda apelidada de saída do cabo de anime, sendo a primeira AD Vision com o Anime Network.
O canal linear está disponível para clientes da AT&T U-Verse. Ele não está disponível no Dish Network ou DirecTV. Apenas o serviço de Vídeo On Demand para o Toku está disponível na Xfinity, Optimum, Hotwire, Massillon e Armstrong.

## História
Pouco antes da aquisição da Navarre Corporation, Funimation realizou uma pesquisa em seu site pedindo aos fãs o que eles pensavam sobre uma rede 24 horas de cabo anime. Vários meses se passaram e Navarre tinha completado a aquisição da Funimation antes da empresa anunciar o Funimation Channel.
Em 8 de dezembro de 2015, foi relatado que o canal mudaria seu nome para Toku na quinta-feira, 31 de dezembro de 2015 e acrescentará mais variedade, incluindo filmes altamente classificados asiáticos no Live Action, Grindhouse e Géneros independentes. Foi posteriormente anunciado, em 15 de dezembro de 2015, que a Funimation iria encerrar sua parceria com a Olympusat e relançar o Funimation Channel em algum momento em 2016.
Em 14 de março de 2016, a Olympusat anunciou uma versão local do Toku na América Latina, chamada Toku Español.

## Programação

### Anime
- Girl's High
- Gakuen Heaven: Boy's Love Hyper
- Green Green
- Jubei Chan: Secret of the Lovely Eyepatch
- Juden Chan
- Ladies versus Butlers!
- Night Head Genesis
- Princess Princess
- Ramen Fighter Miki
- Rio: Rainbow Gate!
- Strawberry Panic!
- Super Robot Wars Original Generation: Divine Wars
- Yosuga no Sora
- Saber Rider and the Star Sheriffs
- Yamibou
- After School Midnighters (short series)
- Cheer or Sneer, Mr. Deer?
- World War Blue

### Live-Action
- Ultraman Max

## Afiliadas da Toku
| Solicita            | Canal                 | Canal                      | Branding       | Formato                | Mercado/Rank de Mercado                                              | Tempo de Funcionamento                               | Proprietário                                         |
| ------------------- | --------------------- | -------------------------- | -------------- | ---------------------- | -------------------------------------------------------------------- | ---------------------------------------------------- | ---------------------------------------------------- |
| Estações Terrestres |                       |                            |                |                        |                                                                      |                                                      |                                                      |
| KBTV-CA             | 8 anólogo 238 comcast | (VHF, analógico e digital) | KBTV 8         | Multicutural           | Sacramento, Califórnia-Stockton, Califórnia-Modesto, Califórnia / 20 | Semanais 15:30-5                                     | Tower of Babel Broadcasting                          |
| WRGT-DT2            | 30.2                  | (UHF 30 digital)           | My TV Dayton   | Geral/MyNetworkTV      | Dayton, Ohio / 58                                                    | Segunda à Sexta 13-15:00                             | Cunningham Broadcasting (LMA: Sinclair Broadcasting) |
| WSAW-DT2            | 7.2                   | (VHF 7 digital)            | My TV          | Funimation/MyNetworkTV | Wausau, Wisconsin                                                    | Varia e depende do dia; geralmente entre 12-17:00 CT | Gray Television                                      |
| WSYX-DT2            | 6.2                   | (VHF 13 digital)           | My TV Columbus | Geral/MyNetworkTV      | Columbus, Ohio / 32                                                  | Segunda à Sexta 13-15:00                             | Sinclair Broadcasting                                |